# Терёхина, Евдокия Степановна
Евдокия Степановна Терёхина (22 октября 1922 — 10 января 2001) — передовик советского сельского хозяйства, звеньевая колхоза имени Кирова Пензенского района Пензенской области, Герой Социалистического Труда (1958).

## Биография
Родилась в 1922 году в селе Большой Колояр Бессоновской волости Пензенского уезда Пензенской губернии (в настоящее время — несуществующий населённый пункт, территория которого вошла в состав села Бессоновка Бессоновского района Пензенской области (улица Большой Колояр на северной окраине Бессоновки).
Завершив обучение в школе-семилетки, стала проходить обучение в Пензенском садово-пчеловодческом техникуме, но из-за болезни была вынуждена оставить учёбу. С 1940 по 1945 годы работала в отделе технического контроля Пензенского велозавода. После гибели мужа вернулась с дочерью в село.  
С 1945 по 1951 годы работала простой колхозницей, с 1951 года трудилась звеньевой по выращиванию лука колхоза имени Ленина Бессоновского района Пензенской области. С 1961 года член КПСС. Под её руководством звено добилось высоких производственных показателей по выращиванию лука особых сортов для семенного фонда. Звено на протяжении 15 лет получало 15 центнеров лука с гектара на семена, по 120-150 центнеров с гектара лука-севка, лука-репки. Неоднократно становилась участницей выставок достижений народного хозяйства, награждена бронзовой и серебряной медалями.
В 1957 году её бригада сумела получить высокий урожай зерновых по 21,8 центнера с гектара на площади 1200 гектаров.   
«За успехи достигнутые в увеличении производства и заготовок овощей», указом Президиума Верховного Совета СССР от 30 апреля 1966 года Евдокии Степановне Терёхиной было присвоено звание Героя Социалистического Труда с вручением ордена Ленина и медали «Серп и Молот». 
Продолжала и дальше трудиться в сельском хозяйстве до выхода на заслуженный отдых в 1977 году. Избиралась делегатом XXIII съезда КПСС. Была депутатом сельского и районного Советов, а также депутатом Пензенского областного совета депутатов (1966-1977).  
Проживала в селе Бессоновка Пензенской области. Умерла 10 января 2001 года.

## Награды
За трудовые успехи была удостоена:
- золотая звезда «Серп и Молот» (30.04.1966);
- орден Ленина (30.04.1966);
- другие медали.
- Почётный гражданин села Бессоновка.

## Увековечение памяти
- Бюст Евдокии Терёхиной установлен на аллее Героев в селе Бессоновка Бессоновского района Пензенской области.
- Именем Евдокии Терёхиной названа улица в селе Бессоновка Бессоновского района Пензенской области («улица имени Е.С. Терёхиной»)[3].